# Мачнев, Алексей Васильевич
Алексей Васильевич Мачнев (р. 14 мая 1959, Орджоникидзе, СССР) — российский политический деятель. Председатель Парламента Республики Северная Осетия-Алания с 20 октября 2012 года.

## Биография
Родился 14 мая 1959 года в городе Орджоникидзе. Окончил ГСХИ по специальности «Электрификация сельского хозяйства» и Российскую академию государственной службы при Президенте РФ, получив квалификацию «Экономист-менеджер».
В 1983—1990 годах — работал в комсомольских и партийных организациях республики.
С 1990 по 1991 годах — работа на заводе «Топаз» и в тресте «Кавтрансстрой». Избирался депутатом городского Собрания г. Владикавказа[когда?].
С 1992 годах — Мачнев А. В. в АМС г. Владикавказа, сначала в должности начальника отдела экономического прогнозирования, координации деятельности промышленных предприятий и предпринимательской деятельности, а с 1995 г. — руководителя аппарата АМС г. Владикавказа.
С 1998 годах — работает в Администрации Президента РСО-А и Правительства РСО-А первым заместителем руководителя, а с 2001 г. — руководителем Администрации Президента и Правительства республики.
С 2002 годах — представитель Президента РСО-А в республиканском Парламенте.
С 2004 годах — руководитель Аппарата Президента РСО-А и Правительства РСО-А; в 2005—2006 гг. — руководитель Аппарата Парламента республики.
В 2006 годах — назначен заместителем начальника департамента по внутренней политике Аппарата полномочного представителя Президента РФ в ЮФО.
С 2008 годах — главный федеральный инспектор по РСО-А Аппарата полномочного представителя Президента РФ в ЮФО, в 2010—2012 гг. — главный федеральный инспектор по РСО-А Аппарата полномочного представителя Президента РФ в СКФО.
20 ноября 2012 года — на первом заседании Парламента РСО-А пятого созыва избран Председателем Парламента РСО-А.
20 ноября 2014 года — избран председателем комиссии Совета законодателей Российской Федерации при Федеральном Собрании РФ по координации законотворческой деятельности и мониторингу законодательства.
С 2012 по 2022 год - Председатель Парламента РСО-Алания пятого и шестого созывов.
Член Президиума Совета законодателей РФ при Федеральном Собрании РФ, заместитель Председателя Совета по межнациональным отношениям и взаимодействию с религиозными объединениями при Совете Федерации РФ. Увлекается футболом.

## Награды
- Медаль «Во Славу Осетии».
- Орден Дружбы (26 августа 2013 года, Южная Осетия) — за заслуги в деле укрепления дружественных отношений между народами, развитие межпарламентских отношений и активную законотворческую деятельность[2].
- Медаль ««В ознаменование 10-летия Победы в Отечественной войне народа Южной Осетии» (21 августа 2018 года, Южная Осетия) — за вклад в развитие и укрепление дружественных отношений между народами и в связи с празднованием 10-й годовщины признания Российской Федерацией Республики Южная Осетия в качестве суверенного и независимого государства[3].
- Почетная грамота Руководителя Администрации Президента РФ.
- Почетная грамота Патриарха Всея Руси Алексия II.
- Благодарность Председателя Совета Федерации ФС РФ.
- Имеет Благодарность Президента РФ.